# 123 (număr)
123 (o sută douăzeci și trei) este numărul natural care urmează după 122 și precede pe 124. După 1 și 12 este al treilea număr care poate fi scris ca o concatenare a primele n numere întregi. În acest caz n = 3. Următorul este 1234.

## În matematică
123
- Este un număr semiprim.[2][3]
- Este un număr Lucas.[4] Este al unsprezecelea număr Mian-Chowla.[5]
- Împreună cu 6, 123 este unul dintre cele două numere întregi pozitive care este cu doi mai mare decât un pătrat perfect și cu doi mai mic decât un cub perfect (123 = 112 + 2 = 53 - 2).[6]

## În știință
Numărul atomic al unbitriului încă nedescoperit.

### Astronomie
- NGC 123 - nu există.
- 123 Brunhild, o planetă minoră, un asteroid din centura principală.

## În religie
Cartea Numeri spune că Aaron a murit la vârsta de 123 de ani.

## În cultura populară
- 123 , un film indian din 2002
- S-a furat un tren 123 (The Taking of Pelham 123), un film din 2009  de Tony Scott
- Putani Agent 123, un film indian din 1979
- 123 (rețea interbancară), rețea de trimitere bani din Egipt
- 123 (autobuz din New Jersey)
- „1-2-3”, cântec din 1965 scris și înregistrat de Len Barry

## În alte domenii
123 se poate referi la:
- Numărul de telefon de urgență din Columbia.
- Numărul de telefon al ceasului care dă ora corectă în Regatul Unit
- Numărul de telefon de urgență pentru energie electrică (PLN) în Indonezia
- Numărul de telefon de urgență medicală din Egipt
- Recomandarea E.123 definește o modalitate standard de a scrie numere de telefon, adrese de e-mail și adrese web